# Tu-156 (航空機)
Tu-156(ツポレフ156；ロシア語:Ту-156トゥー・ストー・ピヂスャート・シェースチ)は、ツポレフ設計局が石油系燃料に代わる天然ガスを動力とする旅客機を実用化することを目的に開発しようとしている機体であった。機体はツポレフの3発ジェット旅客機であるTu-154Bを基本にしたもので、1994年にロシア政府から開発予算がついたとされているが、飛行に成功したか否かなどの、その後の経過は不明である。
なお、1960年代末にも同名の機体が計画されていた。Tu-156または単に«156»と呼ばれたこの機体は早期警戒管制機Tu-126の代替として設計されたが、完成には到らず、かわりにベリエフ設計局のA-50が採用となった。

## 機体の特色
同様の目的のために開発された試験機としてTu-155があるが、その時の結果からを開発するものである。液体水素もしくは液化天然ガスを燃料とするジェットエンジンを搭載するもので、以下の実験機が開発するとされていた。
Tu-156S
Tu-154Bを基本とする機体で、サマーラNK-89型エンジンを搭載し、従来のジェット燃料と液化燃料の双方を搭載するもので、乗客130名もしくは10ｔの貨物を搭載し、航続距離2,700Kmという飛行性能を目的としている。
Tu-156M
Tu-154Mを基本としており、Tu-156Sよりも座席数が135席と多いが機体システム自体に違いはないといわれている。
Tu-156M2
こちらは将来の計画とされているが、Tu-154M2を基本に新規開発するサマーラNK-94型エンジンの双発にするもので、機体の中央胴体上部に外部タンクを搭載し、燃料も完全に液化燃料を使用するというものである。乗客160名、航続距離4,000Kmという飛行性能を目標としている。実現化すれば世界初の純液化燃料大型旅客機になるはずである。